# Olympische Sommerspiele 1996/Teilnehmer (Brasilien)
| Gelbes Symbol für Goldmedaillen mit stilisierten Olympischen Ringen | Graues Symbol für Silbermedaillen mit stilisierten Olympischen Ringen | Braundes Symbol für Bronzemedaillen mit stilisierten Olympischen Ringen |
| ------------------------------------------------------------------- | --------------------------------------------------------------------- | ----------------------------------------------------------------------- |
| 3                                                                   | 3                                                                     | 9                                                                       |

Brasilien nahm bei den Olympischen Sommerspielen 1996 zum 18. Mal an Olympischen Sommerspielen teil. Die Mannschaft bestand aus 221 Sportlern, von denen 156 Männer und 65 Frauen waren. Sie traten in 93 Wettbewerben in 18 Sportarten teil. Die brasilianische Fahne wurde während der Eröffnungsfeier am 19. Juli 1996 von dem Leichtathleten Joaquim Cruz in das Olympiastadion getragen.

## Medaillengewinner
Mit drei gewonnenen Gold-, drei Silber- und neun Bronzemedaillen belegte das brasilianische Team Platz 25 im Medaillenspiegel.

## Teilnehmer
Der jüngste brasilianische Teilnehmer war der Segler Daniel Glomb mit 15 Jahren und 213 Tagen, der älteste war der Reiter Luiz Felipe de Azevedo mit 42 Jahren und 349 Tagen.
| Name                       | Alter | Geschlecht | Sportart        | Resultat(e) |
| -------------------------- | ----- | ---------- | --------------- | --- |
| Elisângela Adriano         | 23    | weiblich   | Leichtathletik  | Platz 21 in der Kugelstoßen-Qualifikation                                                                                                  |
| Alessandra                 | 22    | weiblich   | Basketball      | Silber mit der Mannschaft |
| Aldair                     | 30    | männlich   | Fußball         | Bronze mit der Mannschaft |
| Alexander Altair Soares    | 20    | männlich   | Rudern          | Platz 5 im ersten Zwischenlauf mit dem Doppelvierer                                                                                        |
| Rodrigo Amado              | 20    | männlich   | Segeln          | Platz 29 im 470er |
| Amaral                     | 23    | männlich   | Fußball         | Bronze mit der Mannschaft |
| Cleide Amaral              | 29    | weiblich   | Leichtathletik  | Platz 6 im zweiten Vorlauf über 100 Meter                                                                                                  |
| Ana Paula                  | 24    | weiblich   | Volleyball      | Bronze mit der Mannschaft |
| Daniel Andrade Júnior      | 26    | männlich   | Boxen           | Platz 5 im Leicht-Schwergewicht |
| André                      | 21    | männlich   | Fußball         | Bronze mit der Mannschaft |
| Messias José Baptista      | 28    | männlich   | Leichtathletik  | Platz 22 in der Dreisprung-Qualifikation                                                                                                   |
| José Luíz Barbosa          | 35    | männlich   | Leichtathletik  | Platz 8 im zweiten Halbfinale über 800 Meter                                                                                               |
| Winglitton Barros          | 22    | männlich   | Handball        | Platz 11 mit der Mannschaft |
| Bebeto                     | 32    | männlich   | Fußball         | Bronze mit der Mannschaft |
| Christoph Bergmann         | 33    | männlich   | Segeln          | Platz 10 im Finn Dinghy |
| Cláudio Bertolino          | 33    | männlich   | Leichtathletik  | Platz 49 über 20 Kilometer Gehen |
| Gustavo Borges             | 23    | männlich   | Schwimmen       | Silber über 200 Meter Freistil; Bronze über 100 Meter Freistil; Platz 12 über 50 Meter Freistil; Platz 4 mit der 100-Meter-Freistilstaffel |
| Branca                     | 30    | weiblich   | Basketball      | Silber mit der Mannschaft |
| Caio                       | 21    | männlich   | Basketball      | Platz 6 mit der Mannschaft |
| Hilma Caldeira             | 24    | weiblich   | Volleyball      | Bronze mit der Mannschaft |
| Rosicléia Campos           | 26    | weiblich   | Judo            | Platz 13 im Mittelgewicht |
| Flávio Canto               | 21    | männlich   | Judo            | Platz 7 im Halb-Mittelgewicht |
| Pedro Chiamulera           | 32    | männlich   | Leichtathletik  | Platz 6 im ersten Zwischenlauf über 110 Meter Hürden                                                                                       |
| Cíntia                     | 21    | weiblich   | Basketball      | Silber mit der Mannschaft |
| Flávio Conceição           | 22    | männlich   | Fußball         | Bronze mit der Mannschaft |
| André Cordeiro             | 22    | männlich   | Schwimmen       | Platz 4 mit der 100-Meter-Freistilstaffel                                                                                                  |
| André Costa                | 19    | männlich   | Rudern          | Platz 5 im ersten Zwischenlauf mit dem Doppelvierer                                                                                        |
| Joaquim Cruz               | 33    | männlich   | Leichtathletik  | Platz 8 im zweiten Vorlauf über 1500 Meter                                                                                                 |
| Sebastián Cuattrin         | 22    | männlich   | Kanurennsport   | Platz 9 im ersten Halbfinale im Kajak-Einer über 500 Meter; Platz 8 im Kajak-Einer über 1000 Meter                                         |
| Miriam D’Agostini          | 17    | weiblich   | Tennis          | Platz 17 im Doppel |
| Ronaldo da Costa           | 26    | männlich   | Leichtathletik  | Platz 16 im ersten Halbfinale über 10.000 Meter                                                                                            |
| Márcio da Cruz             | 22    | männlich   | Leichtathletik  | Platz 42 in der dreisprung-Qualifikation                                                                                                   |
| André da Silva             | 23    | männlich   | Leichtathletik  | Bronze mit der 100-Meter-Staffel; Platz 4 im fünften Zwischenlauf über 100 Meter                                                           |
| Arnaldo da Silva           | 32    | männlich   | Leichtathletik  | Bronze mit der 100-Meter-Staffel |
| Claudinei da Silva         | 25    | männlich   | Leichtathletik  | Vierter Zwischenlauf über 200 Meter |
| Cleverson da Silva         | 22    | männlich   | Leichtathletik  | Platz 6 im sechsten Vorlauf über 400 Meter Hürden                                                                                          |
| Edinanci da Silva          | 19    | weiblich   | Judo            | Platz 7 im Schwergewicht |
| Róbson da Silva            | 31    | männlich   | Leichtathletik  | Bronze mit der 100-Meter-Staffel; Platz 4 im zweiten Zwischenlauf über 200 Meter                                                           |
| Valdinei da Silva          | 24    | männlich   | Leichtathletik  | Platz 5 im vierten Vorlauf über 400 Meter                                                                                                  |
| Caio da Silveira           | 30    | männlich   | Basketball      | Platz 6 mit der Mannschaft |
| Emilson Dantas             | 32    | männlich   | Gewichtheben    | Platz 21 im Schwergewicht I |
| Artemus de Almeida         | 27    | männlich   | Reitsport       | Vielseitigkeit-Einzel |
| Edson de Araújo Junior     | 27    | männlich   | Segeln          | Platz 21 im Soling |
| Eronilde de Araújo         | 25    | männlich   | Leichtathletik  | Platz 8 über 400 Meter Hürden; Platz 6 im ersten Zwischenlauf mit der 400-Meter-Staffel                                                    |
| Luiz Felipe de Azevedo     | 42    | männlich   | Reitsport       | Bronze im Mannschaftsspringen; Platz 48 in der Springreiten-Qualifikation                                                                  |
| Cezar de Lima              | 21    | männlich   | Handball        | Platz 11 mit der Mannschaft |
| Vanderlei de Lima          | 26    | männlich   | Leichtathletik  | Platz 47 im Marathon |
| Agberto de Matos           | 24    | männlich   | Handball        | Platz 11 mit der Mannschaft |
| Carmem de Oliveira         | 30    | weiblich   | Leichtathletik  | Marathon |
| Edgar de Oliveira          | 28    | männlich   | Leichtathletik  | Platz 7 im ersten Vorlauf über 1500 Meter                                                                                                  |
| Marcelo de Sampaio         | 32    | männlich   | Handball        | Platz 11 mit der Mannschaft |
| Douglas de Souza           | 23    | männlich   | Leichtathletik  | Platz 33 in der Weitsprung-Qualifikation                                                                                                   |
| Maria de Souza             | 24    | weiblich   | Leichtathletik  | Platz 21 in der Dreisprung-Qualifikation                                                                                                   |
| Sidney de Souza            | 22    | männlich   | Reitsport       | Platz 15 mit der Vielseitigkeit-Mannschaft                                                                                                 |
| Solange de Souza           | 27    | weiblich   | Leichtathletik  | Platz 60 im Marathon |
| Walmes de Souza            | 19    | männlich   | Leichtathletik  | Platz 7 im vierten Zwischenlauf über 110 Meter Hürden                                                                                      |
| Rogerio Dezorzi            | 29    | männlich   | Boxen           | Platz 9 im Federgewicht |
| Didi                       | 32    | weiblich   | Fußball         | Platz 4 mit der Mannschaft |
| Clodoaldo do Carmo         | 28    | männlich   | Leichtathletik  | Platz 12 im zweiten Vorlauf über 3000 Meter Hindernis                                                                                      |
| José Ronaldo do Nascimento | 30    | männlich   | Handball        | Platz 11 mit der Mannschaft |
| Diamantino dos Santos      | 35    | männlich   | Leichtathletik  | Platz 73 im Marathon |
| Luíz Antônio dos Santos    | 32    | männlich   | Leichtathletik  | Platz 10 im Marathon |
| Marcelus dos Santos        | 23    | männlich   | Rudern          | Platz 15 im Doppelzweier |
| Osmar dos Santos           | 27    | männlich   | Leichtathletik  | Platz 5 im siebten Vorlauf über 400 Meter; Platz 6 im ersten Zwischenlauf mit der 400-Meter-Staffel                                        |
| Zely dos Santos            | 19    | männlich   | Boxen           | Platz 17 im Leicht-Weltergewicht |
| Dida                       | 22    | männlich   | Fußball         | Bronze mit der Mannschaft |
| Doda                       | 23    | männlich   | Reitsport       | Bronze im Mannschaftsspringen; Platz 8 im Springreiten-Einzel                                                                              |
| Monica Doti                | 26    | weiblich   | Tischtennis     | Platz 49 im Einzel; Platz 25 im Doppel |
| Luciano Drubi              | 29    | männlich   | Reitsport       | Platz 15 mit der Vielseitigkeit-Mannschaft                                                                                                 |
| Elane                      | 28    | weiblich   | Fußball         | Platz 4 mit der Mannschaft |
| Emanuel                    | 23    | männlich   | Beachvolleyball | Platz 9 |
| Fanta                      | 29    | weiblich   | Fußball         | Platz 4 mit der Mannschaft |
| Ferraciú                   | 23    | männlich   | Basketball      | Platz 6 mit der Mannschaft |
| Marcelo Ferreira           | 30    | männlich   | Segeln          | Gold im Star |
| Nelson Ferreira Júnior     | 23    | männlich   | Leichtathletik  | Platz 27 in der Weitsprung-Qualifikation                                                                                                   |
| Maria Magnólia Figueiredo  | 32    | weiblich   | Leichtathletik  | Platz 5 im zweiten Zwischenlauf über 400 Meter                                                                                             |
| Filó                       | 26    | weiblich   | Volleyball      | Bronze mit der Mannschaft |
| Fofão                      | 26    | weiblich   | Volleyball      | Bronze mit der Mannschaft |
| Frederico Flexa            | 32    | männlich   | Judo            | Platz 17 im Schwergewicht |
| Sergei Fofanoff            | 27    | männlich   | Reitsport       | Platz 15 mit der Vielseitigkeit-Mannschaft                                                                                                 |
| Formiga                    | 18    | weiblich   | Fußball         | Platz 4 mit der Mannschaft |
| Christina Forte            | 29    | weiblich   | Segeln          | Platz 26 im Windsurfen |
| Edison Freire              | 26    | männlich   | Handball        | Platz 11 mit der Mannschaft |
| Sérgio Galdino             | 27    | männlich   | Leichtathletik  | Platz 26 über 20 Kilometer Gehen |
| Adalberto García           | 28    | männlich   | Leichtathletik  | Platz 12 im zweiten Vorlauf über 5000 Meter                                                                                                |
| Alexandre García           | 24    | männlich   | Judo            | Platz 21 im Extra-Leichtgewicht |
| Gilson Bernardo            | 28    | männlich   | Volleyball      | Platz 5 mit der Mannschaft |
| Giovane Gávio              | 25    | männlich   | Volleyball      | Platz 5 mit der Mannschaft |
| André Giovanini            | 27    | männlich   | Reitsport       | Platz 15 mit der Vielseitigkeit-Mannschaft                                                                                                 |
| Daniel Glomb               | 15    | männlich   | Segeln          | Platz 21 im Soling |
| Flávio Godoy               | 26    | männlich   | Leichtathletik  | Platz 6 im zweiten Vorlauf über 800 Meter                                                                                                  |
| Leila Gomes                | 24    | weiblich   | Volleyball      | Bronze mit der Mannschaft |
| Lars Grael                 | 32    | männlich   | Segeln          | Bronze im Tornado |
| Torben Grael               | 35    | männlich   | Segeln          | Gold im Star |
| Ronaldo Guiaro             | 22    | männlich   | Fußball         | Bronze mit der Mannschaft |
| Henrique Guimarães         | 23    | männlich   | Judo            | Bronze im Halb-Leichtgewicht |
| Rodrigo Hoffelder          | 25    | männlich   | Handball        | Platz 11 mit der Mannschaft |
| Hortência Marcari          | 36    | weiblich   | Basketball      | Silber mit der Mannschaft |
| Hugo Hoyama                | 27    | männlich   | Tischtennis     | Platz 9 im Einzel; Platz 25 im Doppel |
| Ana Ida Alvares            | 31    | weiblich   | Volleyball      | Bronze mit der Mannschaft |
| Osvaldo Innocente Filho    | 30    | männlich   | Handball        | Platz 11 mit der Mannschaft |
| Jackie                     | 34    | weiblich   | Beachvolleyball | Gold |
| Janeth Arcain              | 27    | weiblich   | Basketball      | Silber mit der Mannschaft |
| Janjão                     | 23    | männlich   | Basketball      | Platz 6 mit der Mannschaft |
| Josuel                     | 26    | männlich   | Basketball      | Platz 6 mit der Mannschaft |
| André Johannpeter          | 33    | männlich   | Reitsport       | Bronze im Mannschaftsspringen; Platz 18 im Springreiten-Einzel                                                                             |
| Juninho Paulista           | 23    | männlich   | Fußball         | Bronze mit der Mannschaft |
| Kátia Cilene               | 19    | weiblich   | Fußball         | Platz 4 mit der Mannschaft |
| Lyanne Kosaka              | 22    | weiblich   | Tischtennis     | Platz 17 im Einzel; Platz 25 im Doppel |
| Oswaldo Kuster Neto        | 31    | männlich   | Rudern          | Platz 5 im ersten Zwischenlauf mit dem Doppelvierer                                                                                        |
| Jean Labatut               | 25    | männlich   | Schießsport     | Platz 20 im Trap |
| Cassiano Leal              | 24    | männlich   | Schwimmen       | Platz 10 mit der 200-Meter-Freistilstaffel                                                                                                 |
| Valdir Lermen              | 19    | männlich   | Radsport        | Platz 36 im Zeitfahren |
| Luiz Lima                  | 18    | männlich   | Schwimmen       | Platz 18 über 400 Meter Freistil; Platz 11 über 1500 Meter Freistil; Platz 10 mit der 200-Meter-Freistilstaffel                            |
| Sandra Lima                | 33    | weiblich   | Volleyball      | Bronze mit der Mannschaft |
| Ivanir Lopes               | 24    | männlich   | Radsport        | Platz 35 im Mountainbike |
| Roberto Lopes              | 29    | männlich   | Beachvolleyball | Platz 9 |
| Luizão                     | 20    | männlich   | Fußball         | Bronze mit der Mannschaft |
| Macarrão                   | 27    | männlich   | Handball        | Platz 11 mit der Mannschaft |
| Marcelinho Paulista        | 22    | männlich   | Fußball         | Bronze mit der Mannschaft |
| Márcia Fu                  | 26    | weiblich   | Volleyball      | Bronze mit der Mannschaft |
| Roseli Machado             | 27    | weiblich   | Leichtathletik  | Platz 9 im ersten Halbfinale über 5000 Meter                                                                                               |
| Dirceu Marinho             | 25    | männlich   | Rudern          | Platz 15 im Doppelzweier |
| Marisa                     | 30    | weiblich   | Fußball         | Platz 4 mit der Mannschaft |
| Marquinho                  | 26    | männlich   | Handball        | Platz 11 mit der Mannschaft |
| Alexandre Massura Neto     | 21    | männlich   | Schwimmen       | Platz 4 mit der 100-Meter-Freistilstaffel                                                                                                  |
| Maurício                   | 28    | männlich   | Volleyball      | Platz 5 mit der Mannschaft |
| Márcio May                 | 24    | männlich   | Radsport        | Straßenrennen |
| Meg                        | 40    | weiblich   | Fußball         | Platz 4 mit der Mannschaft |
| Fino Meligeni              | 25    | männlich   | Tennis          | Platz 4 im Einzel |
| Luciana Mendes             | 24    | weiblich   | Leichtathletik  | Platz 3 im ersten Vorlauf über 800 Meter                                                                                                   |
| Vanessa Menga              | 19    | weiblich   | Tennis          | Platz 17 im Doppel |
| Menta                      | 21    | männlich   | Handball        | Platz 11 mit der Mannschaft |
| Michael Jackson            | 32    | weiblich   | Fußball         | Platz 4 mit der Mannschaft |
| Aurélio Miguel             | 32    | männlich   | Judo            | Bronze im Halb-Schwergewicht |
| Wilson Minucci             | 27    | männlich   | Basketball      | Platz 6 mit der Mannschaft |
| Paulo Moratore             | 28    | männlich   | Handball        | Platz 11 mit der Mannschaft |
| Ana Moser                  | 27    | weiblich   | Volleyball      | Bronze mit der Mannschaft |
| Nalbert                    | 22    | männlich   | Volleyball      | Platz 5 mit der Mannschaft |
| Narciso                    | 22    | männlich   | Fußball         | Bronze mit der Mannschaft |
| Márcia Narloch             | 27    | weiblich   | Leichtathletik  | Platz 39 im Marathon |
| Marcelo Negrão             | 23    | männlich   | Volleyball      | Platz 5 mit der Mannschaft |
| Nenê                       | 20    | weiblich   | Fußball         | Platz 4 mit der Mannschaft |
| Franco Neto                | 29    | männlich   | Beachvolleyball | Platz 9 |
| Agnaldo Nunes Magalhães    | 20    | männlich   | Boxen           | Platz 9 im Leichtgewicht |
| Olívia                     | 22    | männlich   | Basketball      | Platz 6 mit der Mannschaft |
| Cristiane Parmigiano       | 17    | weiblich   | Judo            | Platz 20 im Halb-Mittelgewicht |
| Sanderlei Parrela          | 19    | männlich   | Leichtathletik  | Platz 7 im zweiten Zwischenlauf über 400 Meter; Platz 6 im ersten Zwischenlauf mit der 400-Meter-Staffel                                   |
| Cláudia Pastor             | 25    | weiblich   | Basketball      | Silber mit der Mannschaft |
| Paula                      | 34    | weiblich   | Basketball      | Silber mit der Mannschaft |
| Paulão                     | 32    | männlich   | Volleyball      | Platz 5 mit der Mannschaft |
| Giuliano Peixoto           | 20    | männlich   | Tischtennis     | Platz 25 im Doppel |
| Milton Pelissari           | 25    | männlich   | Handball        | Platz 11 mit der Mannschaft |
| Kiko Pellicano             | 22    | männlich   | Segeln          | Bronze im Tornado |
| Márcia Pellicano           | 26    | weiblich   | Segeln          | Platz 16 im Europe |
| Emerson Perín              | 21    | männlich   | Leichtathletik  | Platz 5 im dritten Vorlauf über 110 Meter Hürden                                                                                           |
| Cássio Pereira             | 24    | männlich   | Volleyball      | Platz 5 mit der Mannschaft |
| Max Pereira                | 26    | männlich   | Volleyball      | Platz 5 mit der Mannschaft |
| Sebastian Pereira          | 20    | männlich   | Judo            | Platz 5 im Leichtgewicht |
| Rodrigo Pessoa             | 23    | männlich   | Reitsport       | Bronze im Mannschaftsspringen; Platz 9 im Springreiten-Einzel                                                                              |
| Petrolina                  | 30    | männlich   | Handball        | Platz 11 mit der Mannschaft |
| Pinha                      | 23    | männlich   | Volleyball      | Platz 5 mit der Mannschaft |
| Daniel Pinheiro            | 24    | männlich   | Handball        | Platz 11 mit der Mannschaft |
| Pipoka                     | 32    | männlich   | Basketball      | Platz 6 mit der Mannschaft |
| Sandra Pires               | 23    | weiblich   | Beachvolleyball | Gold |
| Pretinha                   | 21    | weiblich   | Fußball         | Platz 4 mit der Mannschaft |
| Hernandes Quadri Júnior    | 28    | männlich   | Radsport        | Platz 35 im Zeitfahren; Straßenrennen |
| Ratto                      | 27    | männlich   | Basketball      | Platz 6 mit der Mannschaft |
| Márcio Ravelli             | 24    | männlich   | Radsport        | Platz 27 im Mountainbike |
| Marcelo Reitz              | 32    | männlich   | Segeln          | Platz 21 im Soling |
| Édson Ribeiro              | 23    | männlich   | Leichtathletik  | Bronze mit der 100-Meter-Staffel; Platz 5 im vierten Vorlauf über 100 Meter; Platz 5 im fünften Zwischenlauf über 200 Meter                |
| Mauro Ribeiro              | 32    | männlich   | Radsport        | Platz 91 im Straßenrennen |
| José Ricardo Rodrígues     | 22    | männlich   | Boxen           | Platz 9 im Mittelgewicht |
| Rivaldo                    | 24    | männlich   | Fußball         | Bronze mit der Mannschaft |
| Roberto Carlos             | 23    | männlich   | Fußball         | Bronze mit der Mannschaft |
| Mônica Rodrigues           | 28    | weiblich   | Beachvolleyball | Silber |
| Rogério Klafke             | 25    | männlich   | Basketball      | Platz 6 mit der Mannschaft |
| Daniel Rogelin             | 23    | männlich   | Radsport        | Straßenrennen |
| Rogério Romero             | 26    | männlich   | Schwimmen       | Platz 24 über 100 Meter Rücken; Platz 15 über 200 Meter Rücken                                                                             |
| Ronaldo                    | 19    | männlich   | Fußball         | Bronze mit der Mannschaft |
| Gabrielle Rose             | 18    | weiblich   | Schwimmen       | Platz 23 über 100 Meter Freistil; Platz 14 über 100 Meter Schmetterling; Platz 22 über 200 Meter Lagen                                     |
| Roseli                     | 24    | weiblich   | Basketball      | Silber mit der Mannschaft |
| Roseli                     | 26    | weiblich   | Fußball         | Platz 4 mit der Mannschaft |
| Fernando Saez              | 21    | männlich   | Schwimmen       | Platz 10 mit der 200-Meter-Freistilstaffel                                                                                                 |
| Adriana Samuel Ramos       | 30    | weiblich   | Beachvolleyball | Silber |
| Ana Flávia Sanglard        | 26    | weiblich   | Volleyball      | Bronze mit der Mannschaft |
| Adriana Santos             | 25    | weiblich   | Basketball      | Silber mit der Mannschaft |
| Leonardo Santos            | 19    | männlich   | Segeln          | Platz 29 im 470er |
| Sávio Bortolini Pimentel   | 22    | männlich   | Fußball         | Bronze mit der Mannschaft |
| Sônia                      | 27    | weiblich   | Fußball         | Platz 4 mit der Mannschaft |
| Robert Scheidt             | 23    | männlich   | Segeln          | Gold im Laser |
| Fernando Scherer           | 21    | männlich   | Schwimmen       | Bronze über 50 Meter Freistil; Platz 5 über 100 Meter Freistil; Platz 4 mit der 100-Meter-Freistilstaffel                                  |
| Oscar Schmidt              | 38    | männlich   | Basketball      | Platz 6 mit der Mannschaft |
| Carlos Schwanke            | 22    | männlich   | Volleyball      | Platz 5 mit der Mannschaft |
| Gustavo Selbach            | 21    | männlich   | Kanuslalom      | Platz 32 im Kajak-Einer |
| Leonardo Selbach           | 25    | männlich   | Kanuslalom      | Platz 23 im Canadier-Einer |
| Anísio Silva               | 27    | männlich   | Leichtathletik  | Platz 18 in der Dreisprung-Qualifikation                                                                                                   |
| Jorge Silva                | 30    | männlich   | Boxen           | Platz 17 im Leicht-Mittelgewicht |
| Silvinha                   | 21    | weiblich   | Basketball      | Silber mit der Mannschaft |
| Sissi                      | 29    | weiblich   | Fußball         | Platz 4 mit der Mannschaft |
| Leila Sobral               | 21    | weiblich   | Basketball      | Silber mit der Mannschaft |
| Marta Sobral               | 32    | weiblich   | Basketball      | Silber mit der Mannschaft |
| Fausto Steinwandter        | 29    | männlich   | Handball        | Platz 11 mit der Mannschaft |
| Jamil Suaiden              | 23    | männlich   | Radsport        | Straßenrennen |
| Suzy                       | 29    | weiblich   | Fußball         | Platz 4 mit der Mannschaft |
| Márcia Taffarel            | 28    | weiblich   | Fußball         | Platz 4 mit der Mannschaft |
| Yuri Taguti                | 30    | männlich   | Segeln          | Platz 29 im Windsurfen |
| Tande                      | 26    | männlich   | Volleyball      | Platz 5 mit der Mannschaft |
| Tânia Maranhão             | 21    | weiblich   | Fußball         | Platz 4 mit der Mannschaft |
| André Luiz Teixeira        | 22    | männlich   | Schwimmen       | Platz 32 über 100 Meter Schmetterling; Platz 10 mit der 200-Meter-Freistilstaffel                                                          |
| Everson Teixeira           | 21    | männlich   | Leichtathletik  | Platz 7 über 400 Meter Hürden; Platz 6 im ersten Zwischenlauf mit der 400-Meter-Staffel                                                    |
| Tonico                     | 23    | männlich   | Basketball      | Platz 6 mit der Mannschaft |
| Giovanni Valentina         | 20    | männlich   | Rudern          | Platz 5 im ersten Zwischenlauf mit dem Doppelvierer                                                                                        |
| Fernanda Venturini         | 25    | weiblich   | Volleyball      | Bronze mit der Mannschaft |
| Virna                      | 24    | weiblich   | Volleyball      | Bronze mit der Mannschaft |
| Danielle Zangrando         | 26    | weiblich   | Judo            | Platz 16 im Leichtgewicht |
| Edelmar Zanol              | 21    | männlich   | Judo            | Platz 9 im Mittelgewicht |
| Zé Elias                   | 19    | männlich   | Fußball         | Bronze mit der Mannschaft |
| Zé Maria                   | 22    | männlich   | Fußball         | Bronze mit der Mannschaft |
| Zé Marco                   | 25    | männlich   | Beachvolleyball | Platz 9 |